# Алькатваам (река)
Алькатваам — река в России, протекает по территории Анадырского района Чукотского АО.
Чукотское название Ыʼԓкытвээм буквально означает «твёрдый снег» (чук. ыʼԓ- от ыʼԓьыԓ «снег» + -кыт «твёрдый» + -вээм/-ваам «река»).
В зимнее время на реке появляются большие наледи и в некоторых местах — пустоты.
В Алькатваам на нерест заходит нерка.

## Данные водного реестра
По данным государственного водного реестра России относится к Анадыро-Колымскому бассейновому округу.
Код объекта в государственном водном реестре — 19060000112119000130490.